# Towarzystwo Miłośników Języka Polskiego
Towarzystwo Miłośników Języka Polskiego – organizacja zrzeszająca osoby zainteresowane krzewieniem języka polskiego, badaniem zjawisk w polszczyźnie oraz pracami naukowymi nad językiem. Powstało w 1920 w Krakowie. Tam też mieści się jego siedziba. Posiada oddziały w miastach wojewódzkich. Od 1921 wydaje powstałe w 1913 czasopismo „Język Polski”.

## Historia
Założone zostało w 1920 w Krakowie przez trzech językoznawców: Jana Rozwadowskiego, Jana Łosia i Kazimierza Nitscha. Działalność określona statutem miała polegać m.in. na sprawowaniu pieczy nad kulturą języka, wydawaniu periodyku poświęconego polszczyźnie oraz propagować wiedzę o języku polskim za granicą. Towarzystwo prowadziło kursy dla nauczycieli, a także prowadziło działalność wydawniczą. W latach 1935–1937 TMJP brało udział w pracach Komitetu Ortograficznego. Do Towarzystwa zapisał się ówczesny student krakowskiej polonistyki Karol Wojtyła. Działalność została zawieszona na okres wojny. Po wojnie towarzystwo reaktywowano, a w 1946 liczba jego członków wynosiła 550. Pierwszym po wojnie prezesem został Kazimierz Nitsch, a w skład zarządu weszli Tadeusz Lehr-Spławiński Zenon Klemensiewicz, Franciszek Sławski, Witold Doroszewski, Tadeusz Estreicher, Mieczysław Małecki, Witold Taszycki i Henryk Ułaszyn. W 2017 w skład Prezydium Zarządu Głównego wchodzą prof. dr hab. Bogusław Dunaj (przewodniczący), prof. dr hab. Piotr Żmigrodzki (wiceprzewodniczący), dr hab. Kazimierz Sikora (skarbnik), mgr Szymon Seweryn (zastępca skarbnika), dr Jakub Bobrowski (sekretarz) i dr Monika Biesaga (zastępca sekretarza). We władzach zasiadają także dr Ewa Biłas-Pleszak, prof. dr hab. Maciej Mączyński, dr hab. Ewa Młynarczyk, prof. UP, prof. dr hab. Renata Przybylska, dr hab. Alicja Pstyga, prof. UG i prof. dr hab. Małgorzata Święcicka. W Towarzystwie działał również prof. dr hab. Walery Pisarek.
TMJP jest organizacją pożytku publicznego.